# Liste over trænere i Fremad Amager
Boldklubben Fremad Amager er en dansk fodboldklub på Amager, der blev stiftet i 1910. Klubben har haft mere end 40 cheftrænere siden dens stiftelse, heriblandt Sophus Hansen, John "Faxe" Jensen og Olof Mellberg.
Før klubben valgte at indføre en permanent trænerpost, blev både første- og andetholdets spillere udtaget til kamp og træning af en udtagelseskomité bestående af bestyrelses- og spillerrepræsentanter. Komitéen og dens formand blev valgt ved klubbens årlige generalforsamling.
I perioden 1966–1970 bestod komitéen af blot en enkelt person, men ved en generalforsamling i januar 1971 fik komitéen yderligere to medlemmer.
Indtil 1980'erne, hvor komitéen blev nedlagt, var klubbens træner begrænset af komitéens dispositioner og stemmer. Klubbens første træner, Sophus Hansen, tiltrådte i 1928. Titlen 'manager' blev først introduceret i klubben i 2002, da Michele Guarini tiltrådte som både manager og cheftræner. Mellem den 27. oktober 2006 og den 29. marts 2007 var Benny Johansen manager med det primære ansvar taktik, spilstrategi og planlægning af træning, mens Peer F. Hansen fik titlen som førsteholdstræner.
Managerens opgaver har varieret, men generelt har cheftræneren løbende fået mere ansvar.
Tidligere spiller Ole Bloch og daværende formand for udtagelseskomitéen, Poul Mathiasen, fungerede som midlertidige trænere under to ligakampe den 7. og 14. november 1976, da den nyligt tiltrådte cheftræner Flemming Olsen var fraværende grundet et planlagt kursusophold i Schweiz, hvorfor de to ikke rangerer i den officielle trænerhistorik.
Olsen skulle først have overtaget holdtræningen fra 1. januar 1977, men tiltrådte før, da Arne Sørensen blev indlagt dagen før en ligakamp den 31. oktober 1976.
Som følge af manager Benny Johansens hjerteoperation i januar 2006 overtog assistenttræner Peer F. Hansen og træner for andetholdet, Jan Zirk, ansvaret for træning og venskabskampe i adskillige uger under vinterpausen indtil Johansen vendte tilbage forud for forårssæsonens første kamp den 6. marts 2005.
Efter overbygningen FC Amagers konkurs i marts 2009 fik Fremad Amagers andethold først officielt status som amatørklubbens nye førstehold ved udgangen af 2008/09-sæsonen, da ligalicensen vendte tilbage til klubben. Med øjeblikkelig virkning blev kontrakterne for alle spillere og trænerteamet ophævet i FC Amager. Lars Randrup, der var cheftræner for andetholdet i Københavnsserien mellem den 30. marts og den 30. juni 2009, optræder derfor ikke som klubbens officielle cheftræner i den mellemliggende periode. Amager-klubbens første og hidtil eneste trænerduo, Kim Petersen og Alex Andreasen, delte både rolle og ansvar som chef- og assistenttræner i efterårssæsonen 2009. Efter otte måneder som cheftræner blev Azrudin "Vali" Valentić holdtræner i klubben den 1. juli 2019, da Olof Mellberg blev manager i en ny struktur for trænerteamet, der nu var en typisk britisk konstellation.

## Trænere
| Billede | Navn                                                   | Nationalitet                  | Fra                | Til                     | Ref.                        |
| ------- | ------------------------------------------------------ | ----------------------------- | ------------------ | ----------------------- | --------------------------- |
|         | Michael Hemmingsen                                     | Danmark                       | 28. juni 2022      | 2. december 2022        | [ 14 ] [ 15 ]               |
|         | Peter Løvenkrands                                      | Danmark                       | 18. juni 2021      | 17. juni 2022           | [ 16 ] [ 17 ]               |
|         | - Jesper Christiansen - Mathias Marker - Philip Hansen | - Danmark - Danmark - Danmark | 17. maj 2021       | 18. juni 2021           | [ 18 ]                      |
|         | Joakim Mattsson                                        | Sverige                       | 15. januar 2021    | 17. maj 2021            | [ 19 ] [ 18 ]               |
|         | Azrudin "Vali" Valentić                                | Bosnien-Hercegovina           | 3. september 2019  | 7. januar 2021          | [ 20 ] [ 21 ]               |
|         | Olof Mellberg                                          | Sverige                       | 1. juli 2019       | 3. september 2019       | [ 13 ] [ 22 ]               |
|         | Azrudin "Vali" Valentić                                | Bosnien-Hercegovina           | 31. oktober 2018   | 30. juni 2019           | [ 23 ] [ 13 ]               |
|         | Jan Michaelsen                                         | Danmark                       | 1. juli 2018       | 30. oktober 2018        | [ 24 ] [ 25 ]               |
|         | John "Faxe" Jensen                                     | Danmark                       | 1. juli 2014       | 30. juni 2018           | [ 26 ] [ 27 ]               |
|         | Tim Ilsø                                               | Danmark                       | 15. oktober 2012   | 30. juni 2014           | [ 28 ] [ 26 ]               |
|         | Peer F. Hansen                                         | Danmark                       | 23. juni 2012      | 14. oktober 2012        | [ 29 ] [ 30 ] [ 31 ]        |
|         | Martin Jungsgaard                                      | Danmark                       | 1. juli 2011       | 22. juni 2012           | [ 32 ] [ 29 ]               |
|         | Kjeld Uhre Møller                                      | Danmark                       | 1. januar 2010     | 30. juni 2011           | [ 33 ] [ 10 ]               |
|         | - Kim Petersen - Alex Andreasen                        | - Danmark - Danmark           | 1. juli 2009       | 31. december 2009       | [ 10 ] [ 12 ] [ 11 ] [ 9 ]  |
|         | Michael Madsen S                                       | Danmark                       | 1. juli 2008S      | 30. marts 2009S         | [ 34 ] [ 35 ] [ 9 ]         |
|         | Michael Madsen                                         | Danmark                       | 7. maj 2008        | 30. juni 2008           | [ 34 ] [ 35 ] [ 9 ]         |
|         | Jakob Friis-Hansen                                     | Danmark                       | 29. maj 2007       | 5. maj 2008             | [ 36 ] [ 37 ]               |
|         | Peer F. Hansen                                         | Danmark                       | 27. oktober 2006   | 29. maj 2007            | [ 4 ] [ 38 ] [ 36 ]         |
|         | Benny Johansen                                         | Danmark                       | 4. oktober 2004    | 27. oktober 2006        | [ 39 ] [ 4 ]                |
|         | Michele Guarini                                        | Danmark                       | 24. september 2001 | 30. september 2004      | [ 40 ] [ 39 ]               |
|         | Torben "Theo" Hansen                                   | Danmark                       | 22. august 2001    | 17. september 2001      | [ 41 ] [ 40 ]               |
|         | Jean Cetti Jensen                                      | Danmark                       | 1. juli 2001       | 22. august 2001         | [ 42 ] [ 41 ]               |
|         | Michael Schäfer                                        | Danmark                       | 1. juli 1998       | 30. juni 2001           | [ 43 ] [ 44 ]               |
|         | Torben Storm                                           | Danmark                       | 23. oktober 1995   | 30. juni 1998           | [ 45 ] [ 46 ] [ 47 ]        |
|         | Ole Rasmussen                                          | Danmark                       | 12. oktober 1995   | 22. oktober 1995        | [ 48 ] [ 45 ]               |
|         | Tonni "Numme" Nielsen                                  | Danmark                       | 1. januar 1991     | 12. oktober 1995        | [ 49 ] [ 48 ]               |
|         | Flemming Karlsen                                       | Danmark                       | oktober 1990       | oktober 1990            | [ 50 ] [ 51 ]               |
|         | Poul Mathiasen                                         | Danmark                       | 18. august 1990    | oktober 1990            | [ 52 ] [ 53 ] [ 54 ] [ 50 ] |
|         | John Sinding                                           | Danmark                       | 1. januar 1988     | 17. august 1990         | [ 55 ] [ 52 ] [ 56 ]        |
|         | Erling Rydbirk                                         | Danmark                       | 1. januar 1985     | 31. december 1987       | [ 57 ] [ 55 ]               |
|         | Finn Willy Sørensen                                    | Danmark                       | 20. august 1981    | 31. december 1984       | [ 58 ] [ 57 ]               |
|         | Peter Dahl                                             | Danmark                       | 2. januar 1978     | 20. august 1981         | [ 59 ] [ 58 ]               |
|         | Flemming Olsen                                         | Danmark                       | 30. oktober 1976   | 31. december 1977       | [ 7 ] [ 6 ] [ 59 ] [ 3 ]    |
|         | Arne Sørensen                                          | Danmark                       | 1. januar 1974     | 30. oktober 1976        | [ 60 ] [ 7 ]                |
|         | Harald Gronemann                                       | Danmark                       | 1. januar 1973     | 31. december 1973       | [ 61 ] [ 2 ] [ 62 ]         |
|         | Knud Petersen                                          | Danmark                       | 1. januar 1971     | 31. december 1972       | [ 1 ] [ 61 ]                |
|         | Erling Sørensen                                        | Danmark                       | 1. januar 1967     | 31. december 1970       | [ 63 ] [ 64 ]               |
|         | Alois Pheiffer                                         | Østrig                        | 1. januar 1966     | 31. december 1966       | [ 65 ] [ 66 ] [ 67 ]        |
|         | Oluf Wiborg                                            | Danmark                       | 1. januar 1963     | 31. december 1965       | [ 68 ] [ 65 ]               |
|         | Niels Peter Hansen                                     | Danmark                       | 1. januar 1961     | 31. december 1962       | [ 69 ]                      |
|         | Arnold Olsen                                           | Danmark                       | 1. januar 1960     | 31. december 1960       | [ 70 ] [ 71 ]               |
|         | Alfred Mogensen                                        | Danmark                       | 1. januar 1959     | 8. november 1959        | [ 72 ] [ 73 ]               |
|         | Niels Peter Hansen                                     | Danmark                       | 1. juli 1956       | 31. december 1958       | [ 74 ] [ 75 ]               |
|         | Kaj Frandsen                                           | Danmark                       | 1. juli 1954       | 30. juni 1956           | [ 76 ] [ 77 ] [ 74 ]        |
|         | Arne Kleven                                            | Danmark                       | 1. august 1951     | 30. juni 1954           | [ 78 ] [ 79 ] [ 76 ]        |
|         | Niels Peter Hansen                                     | Danmark                       | 3. januar 1945     | 31. maj 1951            | [ 80 ] [ 78 ] [ 79 ]        |
|         | Emil Asmussen                                          | Danmark                       | 1937               | december 1944           | [ 81 ] [ 80 ]               |
|         | Carl "Skoma'r" Hansen                                  | Danmark                       | 1933               | 999999999999-99-99-0000 |                             |
|         | Sophus Hansen                                          | Danmark                       | 1928               | 999999999999-99-99-0000 |                             |

- : Personer med dette symbol i kolonnen "Navn" er med skråskrift for at notere midlertidige trænere.
- : Personer med dette symbol i kolonnen "Navn" fungerede som spillende træner.
- S: Fremad Amager deltog i overbygningen FC Amager (juli 2008–marts 2009), som derfor de facto var klubbens førstehold i perioden.
- Personer med dette symbol i kolonnen "Navn" var fraværende som træner i en længere periode grundet sygdom.